# Autorretrato, 1927
Autorretrato Rio/Paris (ou Autorretrato) é uma obra icônica de Ismael Nery, pintada em 1927, logo após o retorno de sua segunda viagem a Paris.
Este quadro apresenta dois centros de forças: No lado esquerdo é retratado o Rio de Janeiro, cidade onde viveu maior parte de sua vida, casou, criou seus filhos, e morreu. Notamos o colorido, um modesto casario, o mar azul, a palmeira, o Pão de Açúcar, a mulata e seu movimento ritmado. Do outro lado, à direita, é representado Paris, local em que conheceu suas principias referências artísticas, como Marc Chagall e André Breton. A cidade luz é simbolizada de forma monocromática entre a Torre Eiffel, prédios e apartamentos - nítida referência ao mundo desenvolvido. Duas figuras se insinuam em sombras junto ao rosto do artista; à direita, em verde, um rosto feminino provavelmente de Adalgisa Nery. E a esquerda, em rosa, um rosto masculino de Murilo Mendes, ou do próprio Ismael Nery.
Neste seu Autorretrato Rio/Paris, Ismael se coloca ao centro, dividindo geograficamente os espaços, e vestindo uma gola russa com traços cubistas. Suspenso, equilibra-se, em sua autêntica dualidade, entre o Pão de Açúcar e a Torre Eiffel, entre o cubismo e o Surrealismo, entre o antigo e o moderno, entre o Masculino e o Feminino.
As principais passagens da vida de Ismael estão demonstradas nesta tela. Como bem definiu Pietro Maria Bardi este quadro não é um autorretrato mas sim uma autobiografia. (Revista Manchete, 15 de abril de 1972).
Ainda, Ismael Nery, sentado em uma cadeira entre nuvens no espaço faz lembrar a obra O Violinista Verde, de Marc Chagall, de 1924. Uma clara consequência do convívio e da troca de experiência entre ambos durante a estada em Paris. Na obra de Marc Chagall o pintor é representando ao centro, suspenso no ar, igual Ismael Nery se mostra em sua obra. O artista russo rememora a infância no gueto da Bielorrússia da mesma forma que Ismael destaca o Rio de Janeiro. O quadro de Chagall hoje é de propriedade do Museu Guggenheim de Nova Iorque, mesmo local onde o Autorretrato Rio/Paris de Ismael Nery foi exposto em 2001.
Exposições:
- Retrospectiva Ismael Nery: 1900 – 1934. Petite Galerie, Rio de Janeiro, out/nov 1966.
- Semana de 22: Antecedentes e Consequências. Museu de Arte de São Paulo-MASP. São Paulo, 1972.
- Ismael Nery: 50 Anos depois. Museu de Arte Contemporânea da Universidade de São Paulo, São Paulo, out/dez 1984.
- Modernidade, art brésilien du 20e siècle. Musée d'Art Moderne de la Ville de Paris. Paris, déc 1987/fev 1988.
- Modernidade, arte brasileira do século XX. Museu de Arte Moderna de São Paulo. São Paulo, abr/mai 1988.
- Bienal Brasil Século XX. Fundação Bienal de São Paulo, São Paulo, abr/maio 1994. XXIV Bienal Internacional de São Paulo/Núcleo Histórico Antropofagia e História do Canibalismo.
- Fundação Bienal de São Paulo, São Paulo, out/dez 1998.
- Brasil +500 Anos: Mostra do Redescobrimento. Fundação Bienal de São Paulo, São Paulo, abr/set 2.000.
- Brazil Body & Soul. New York: Solomon R. Guggenheim Museum, 2001.
- A Cor do Brasil. Museu de Arte Rio, Curadoria Paulo Herkenhoff. Rio de Janeiro, Agosto 2016.
- Ismael Nery: Feminino e Masculino. Museu de Arte Moderna de São Paulo. Curadoria Paulo Sérgio Duarte, Maio 2018.
- Histórias Brasileiras. Museu de Arte Assis Chateaubriand, MASP, São Paulo ago/out 2023.
- Acervo em Transformação, MASP, de 2019 até os dias atuais.

NOTAS:
Esta obra de Ismael Nery, não é um autorretrato, mas sim uma autobiografia.
BARDI, Pietro Maria, Revista Manchete 15 de Abril de 1972.

1) Filia-se esta pintura à época em que o artista esteve ligado às criações de Chagall. Mas, na composição, a Torre Eiffel inclinada, como num sonho, contrapõe-se ao Pão de Açúcar. Ismael está sentado numa cadeira que o conduz pelo espaço e veste uma blusa de camponês russo, um dos trajes de sua predileção. As duas cabeças de perfis, junto à do autorretrato, têm ligação com as decomposições das figuras cubistas.
BENTO, Antonio. Ismael Nery, São Paulo: Gráfico Brunner, 1973, p.124.

2) Foi este o quadro brasileiro que até agora (1973) conseguiu a mais alta cotação nos leilões de pintura realizados no Brasil. Ao comprar a tela, disse o colecionador: “Não é apenas um autorretrato, é também uma autobiografia”. Como lhe perguntasse por que não adquiriria um Picasso com aquela quantia, Giobbi respondeu: “Será que uma obra-prima de Nery não vale um mau óleo de Picasso”? Acrescentou que pagaria pelo quadro qualquer quantia.”
BENTO, Antonio. Ismael Nery, São Paulo: Gráfico Brunner, 1973, p.124.

3) O "Auto-retrato", aparente figura solitária, é completado pelos rostos em rosa e verde que se sobrepõem ao seu e pela figura curvilínea morena, que se move na paisagem brasileira. Uma citação pedante do feminino regional, enfatizada pela mão condescendente. O rosto rosa é o seu perfil e o verde, embora contenha as mesmas linhas, sugere um perfil feminino. Forma-se assim uma trindade, de sugestão não apenas divina, mas também amorosa. Sentado numa postura que lembra o Cristo em seu trono, nas iluminuras ou nos ícones russos, divide o espaço como se fosse duas regiões geográficas diferentes: à sua direita a paisagem carioca muito colorida e bem comportada e à sua esquerda a paisagem parisiense, cinzenta e cubista. No rosto traz uma seriedade quase complacente, que se afirma no gesto da mão direita, como se distribuísse graça, e na camisa típica russa, evocando a lembrança de Adalgisa, que as confeccionava a seu gosto. Como um Deus ele se põe estático, cercado por seu universo significativo, como os santos medievais eram cercados por seus signos (a núvola). É um deus para ser amado e não adorado, que se objetiva no olhar do espectador e na fantasia que sugere este rosto sério, de cabelos arrumados, quase colados. Deste modo não será apenas o "eu sou Deus", mas o "Eu sou o teu Deus", que transforma o espectador num parceiro, e cada parceiro numa divindade vivida no ato do amor. E a sua complacência está em aceitar as regras deste jogo perigoso, que se faz imagem nos rostos rosa e verde.
Catálogo Ismael Nery: 50 Anos depois. Museu de Arte Contemporânea da Universidade de São Paulo, São Paulo. Curadoria de Aracy Amaral, 1984.
4) Ismael Nery é dos artistas brasileiros o que menos produziu o que menos expôs, o menos compreendido na sua época e o que morreu mais cedo. Hoje é um dos mais valorizados artística e comercialmente. Em 1972 foi vendida uma célebre obra sua, de tamanho fora de seus padrões habituais (1,29 x 0,84 m) por preço equivalente a uma pintura de Picasso. É um autorretrato com elementos compondo uma mistura do Rio e de Paris e nítida influência de seu amigo Chagall. É uma obra-prima em qualquer museu do mundo e o seu preço é inestimável (...).
HAMER, Chaim José & PERKTOLD, Carlos, Círculo Brasileiro de Psicanálise, 2007. http://www.cbp.org.br/rev3004.htm.

5) O clímax encontra-se numa de suas obras primas: o Autorretrato [1927, óleo sobre tela 129 x 84 cm: São Paulo, Coleção Particular]. Comecemos pelas dimensões da pintura, uma exceção no conjunto pela sua generosidade. O artista se retrata numa linguagem surrealista, se superpondo a ícones das paisagens de suas cidades preferidas; à esquerda o Rio de Janeiro, representado pelo Pão de Açúcar, a enseada de Botafogo e o casario típico, além de um detalhe: no canto inferior esquerdo existe uma mulata que gesticula como se estivesse dançando; à direita a Torre Eiffel e edificações típicas de Paris. O artista ocupa o centro do quadro, sentado sobre um banco, e veste uma camisa russa. O trabalho de sombreamento sobre a camisa merece um estudo. O movimento das sombras acompanha o movimento ao fundo direito dos edifícios pari sieneses, a Torre se inclina para esquerda em direção ao Rio. Duas figuras se insinuam em sombras junto ao rosto do artista; à esquerda um rosto feminino, possivelmente Adalgisa; à direita um rosto masculino, poderíamos imaginar Murilo Mendes, e o autorretrato se tornaria mais um triângulo amoroso entre tantos outros pintados por Ismael Nery, mas quando observamos seus autorretratos de perfil, parece que, num investimento narcisista típico, duplicou sua própria imagem, mostrando-se de frente e de perfil.
Catálogo Ismael Nery: Feminino e Masculino. Museu de Arte Moderna de São Paulo. Curadoria Paulo Sérgio Duarte, Maio 2018.

6) “O quadro é destaque não por decisão curatorial, mas dos colecionadores – é a única protegida por uma estrutura de acrílico. “Só está aqui graças a família colecionadora, que pagou o seguro de R$ 60 milhões de reais, muito elevado para o orçamento da exposição”.
Jornal O Estado de São Paulo, 8 de maio de 2018.

7) Nery pinta seu Autorretrato Rio/Paris (1927) [imagem 355], compondo duas realidades e culturas distantes e conectadas, a brasileira e a francesa; sentado numa banqueta, o artista representa a ponte entre as duas cidades.
Catálogo Histórias Brasileiras. Museu de Arte Assis Chateaubriand MASP, São Paulo ago/out 2023, p. 355